# Parksley
Parksley é uma cidade  localizada no estado norte-americano de Virginia, no Condado de Accomack.

## Demografia
Segundo o censo norte-americano de 2000, a sua população era de 837 habitantes.
Em 2006, foi estimada uma população de 824, um decréscimo de 13 (-1.6%).

## Geografia
De acordo com o United States Census Bureau, tem uma área de
1,6 km², dos quais 1,6 km² cobertos por terra e 0,0 km² cobertos por água.
Parksley localiza-se a aproximadamente 1 m acima do nível do mar.

## Localidades na vizinhança
O diagrama seguinte representa as localidades num raio de 12 km ao redor de Parksley.